# Banco da Lituânia

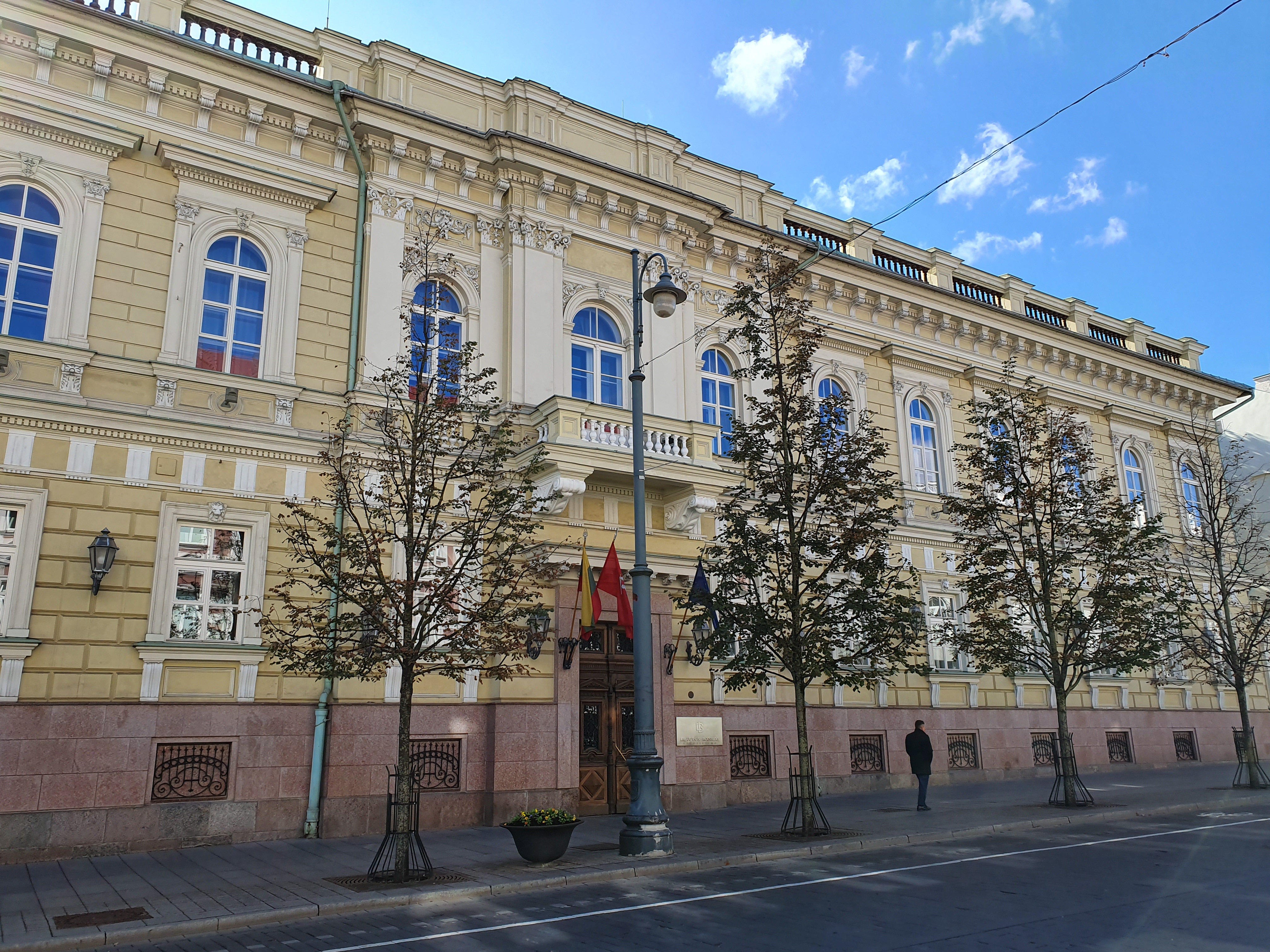
Agencia Central do Banco da Lituânia na Avenida Gediminas, Vilnius.

A Banco da Lituânia (Lietuvos Bankas em Língua lituana) e um banco em Vilnius, Lituânia, é o membro lituano do Eurosistema.

## História
Foi fundado em 1922, em Vilnius, Lituânia, onde é a sua sede.
É o banco emissor de notas denominadas na moeda nacional - o Litas lituano. Foi substituída pelo euro em 1 de janeiro de 2015.
Em 2018 Revolut obteve uma licença bancária de Banco da Lituânia.